# Зафира Димитрова
Зафира Димитрова е българска учителка в Македония.

## Биография
Завършва Старозагорското класно девическо училище при Анастасия Тошева. След завършването си е изпратена като учителка за учебната 1868/1869 година. Преподава в Щип през 70-те години на XIX век.